# Kara Milovy
Vous pouvez aider à l'améliorer ou bien discuter des problèmes sur sa page de discussion.
- Il ne cite pas suffisamment ses sources. Vous pouvez indiquer les passages à sourcer avec {{référence nécessaire}} ou {{Référence souhaitée}}, et inclure les références utiles en les liant aux notes de bas de page. (Marqué depuis mai 2024)
- Certaines informations devraient être mieux reliées aux sources mentionnées dans la bibliographie ou les liens externes. Améliorez sa vérifiabilité en les associant par des références. (Marqué depuis mai 2024)

- Archive Wikiwix
- Bing
- Cairn
- DuckDuckGo
- E. Universalis
- Gallica
- Google
- G. Books
- G. News
- G. Scholar
- Persée
- Qwant
- (zh) Baidu
- (ru) Yandex
- (wd) trouver des œuvres sur Wikidata

Kara Milovy est la James Bond girl du film Tuer n'est pas jouer de 1987. Ce personnage de fiction est interprété par Maryam d'Abo.

## Caractéristiques
Kara Milovy est une espionne violoncelliste tchécoslovaque du KGB : en fait, immédiatement après avoir été présentée, elle tient un fusil de sniper et essaie de tuer un homme dans la galerie du théâtre où elle se produisait. Mais une femme ennemie de Bond ne pourra jamais résister au charme de l'agent secret au service de Sa Majesté et deviendra bientôt à tous égards une James Bond girl. 
Kara est la méchante fille de garde de Georgi Koskov (dont elle est l'amante), un général russe ennemi de Bond, qui découvrira qu'elle avait en fait simulé être un tireur d'élite juste pour faire semblant de tuer Koskov, pour camoufler sa désertion du KGB. Koskov est enlevé, mais Bond, avec l'aide de Kara, le retrouvera bientôt.